# Bành Dĩ
Bành Dĩ hay Bành Kỷ (tiếng Trung: 彭玘), ngoại hiệu là Thiên Mục Tướng, là một nhân vật trong 108 anh hùng Lương Sơn Bạc trong tiểu thuyết Thủy hử của Thi Nại Am. Bành Dĩ xếp thứ 43 trong thứ tự cấp bậc của Lương Sơn Bạc và xếp thứ 7 trong 72 Địa Sát Tinh, biệt hiệu Địa Anh Tinh.

## Hình tượng trong Thủy hử
Bành Dĩ xuất hiện đầu tiên ở hồi thứ 54 trong phiên bản 70 hồi. Khi Hô Diên Chước được Thái úy Cao Cầu cử lãnh binh đi đánh Lương Sơn Bạc, Hô Diên Chước đã đề cử Đoàn luyện sứ Trần Châu Hàn Thao làm Tiên phong và Đoàn luyện sứ Dĩnh Châu Bành Dĩ làm Phó tiên phong. Cũng trong đoạn này, Hô Diên Chước cũng mô tả thân thế Bành Dĩ vốn là con cháu nhà tướng ở đất Đông Kinh, võ nghệ hơn người, sử dụng binh khí là cây đao hai lưỡi ba mũi (三尖兩刃刀, Tam tiêm lưỡng nhận đao), có ngoại hiệu là Thiên mục tướng (tướng nghìn mắt).
Khi đến đánh Lương Sơn Bạc, Bành Dĩ cưỡi ngựa Ngũ Minh Thiên Hoàng Hoa lần lượt giao chiến với các tướng Tần Minh, Lâm Xung, Hoa Vinh, đều là những mãnh tướng. Bành Dĩ nhiều lần không địch nổi, thừa cơ để chạy không được nên nhiều lần phải nhờ Hô Diên Chước ra giúp. Khi giao chiến với Hỗ Tam Nương, Tam Nương đánh vài hiệp rồi bỏ chạy, lừa Bành Dĩ đuổi theo rồi bắt sống đưa lên sơn trại. Bành Dĩ lên sơn trại suýt bị Triều Cái chém đầu, nhưng Tống Giang đã can ngăn và đối đãi tử tế. Biết đó chính là Tống Công Minh ở Vận Thành đã thực lòng khuyên bảo mình nên xin quy phục. Khi Thống lĩnh quản pháo của quân Hô Diên Chước là Lăng Chấn bị bắt lên thì Bành Dĩ lựa lời khuyên bảo nên Lăng Chấn quyết định ở lại trên núi.
Bành Dĩ gia nhập Lương Sơn trở thành đầu lĩnh mã quân, ông và Hàn Thao là phó tướng cho Hô Duyên Chước. Bành Dĩ cùng với nghĩa quân chinh chiến trong các chiến dịch đánh Liêu, Điền Hổ, Vương Khánh cũng như Phương Lạp. Trong trận chiến với Phương Lạp, Bành Dĩ cùng Hàn Thao được lệnh đánh Thường Châu. Hàn Thao bị hai tướng Cao Khả Lập và Trương Cận Nhân giết chết. Nóng lòng muốn báo thù cho bạn, Bành Kỷ tiến đánh hai tướng trên nhưng bị Trương Cận Nhân đánh lén và đâm chết.

## Trong Đãng Khấu Chí
Tại hồi 61, Hô Diên Chước, Hàn Thao, Bành Kỷ, Tuyên Tán, Hách Tư Văn trấn thủ Gia Tường. Khi quân triều đình tiến đánh, Hô Bành Hàn 3 người đem binh rời thành chặn đánh. Trong lúc giao chiến, Bành Kỷ bị Tất Ứng Nguyên bắn chết.

## Mô tả trong lịch sử
Thời Nam Tống, có Tri châu Nhữ Châu là Bành Dĩ, nguyên là kiêu tướng bộ hạ của Địch Hưng, từng giao chiến với quân Kim, về sau thua trận, buộc phải đầu hàng Ngụy Tề Lưu Dự.
Tháng 12 (âm lịch) năm Thiệu Hưng thứ 2 (1132), thành Tương Dương thiếu lương, quân Tống do Lý Hoành chỉ huy được lệnh lên phía Bắc. Khi quân Lý Hoành đến Nhữ Châu, bấy giờ do Bành Dĩ làm thủ vệ, Bành Dĩ đưa thành Nhữ Châu đầu hàng Lý Hoành.
Tháng 2 (âm lịch) năm Thiệu Hưng thứ 3 (1133), Bành Dĩ cùng Kiềm hạt binh mã Trịnh Châu Ngưu Cao suất binh hội quân với Lý Hoành. Lý Hoành không qua thượng tấu, phong cho Ngưu Cao là Thái, Đường Châu Thứ sử, phong cho Bành Dĩ làm Nhữ Châu Tri châu.